# Fernweh

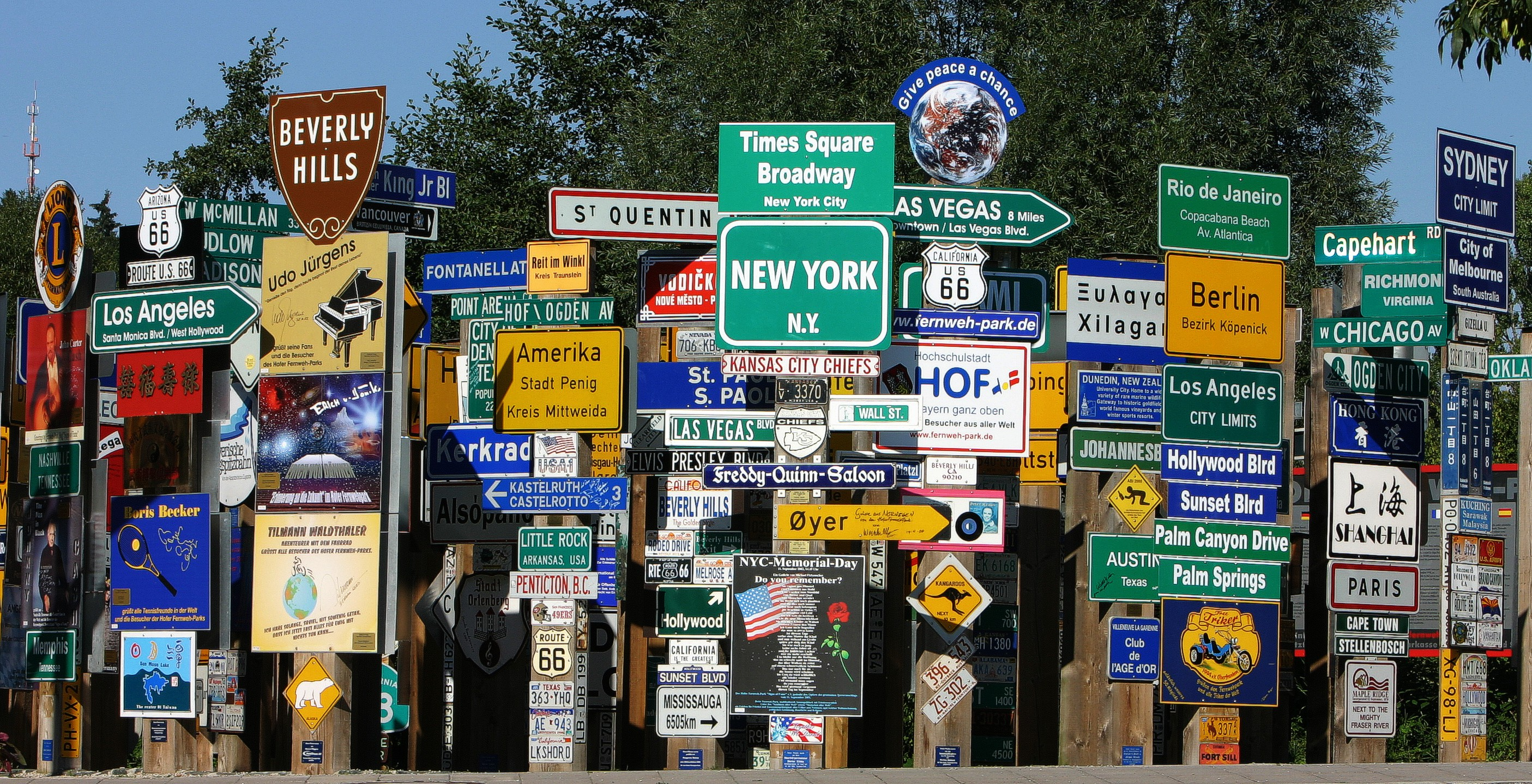
Fernwehpark a Hof (Baviera).

Fernweh, traducibile come "nostalgia della lontananza", è un'espressione comune della lingua tedesca che descrive il desiderio umano di lasciare le circostanze conosciute (della quotidianità) ed aprirsi al vasto mondo esterno. La parola Fernweh, letteralmente, sta per il contrario di Heimweh (nostalgia, il desiderio della patria o della casa). 
Parole specifiche come Heimweh, Wanderlust o Fernweh con le loro connotazioni non trovano sempre degli esatti equivalenti in altre lingue e culture per il fenomeno dell'intraducibilità. Hanno quindi un ruolo importante nello studio della lingua tedesca come lingua straniera.

## Etimologia
Fernweh sta in rapporto di analogia con la preesistente parola “Heimweh” (nostalgia). 
L’origine della parola viene attribuita a una coniazione del principe Hermann von Pückler-Muskau, il quale usò la parola più volte nelle narrazioni dei suoi viaggi dal 1835 in poi. Nella biografia di Pückler del 1843 si legge: “Pückler dice, in qualche parte dei suoi scritti, che non soffrì mai di Heimweh (nostalgia), ma piuttosto di Fernweh”. La parola si inserì soprattutto nel linguaggio poetico e didattico.
Una parola simile, ma più antica, è Wanderlust (voglia di camminare, di fare escursionismo), che compare già nell’alto tedesco medio. Alternative come “Storch- oder Kranichgefühl” (lett.: «sensazione della cicogna» o «della gru») non sono diffuse. Così si legge nel 1873: “Il professore Dr. Erdmann [...] descrive questo caratteristico anelito all'escursione con il nome “Storch- oder Kranichgefühl”. Il principe Pückler-Muskau vi attribuisce il termine altrettanto appropriato di Fernweh".
Per comportamenti simili negli animali si usano in prevalenza le parole Wandertrieb (istinto migratorio) o Zugunruhe (irrequietezza degli uccelli migratori), che si basano su un comportamento esterno evidente, mentre “Fernweh” viene usato quasi esclusivamente in riferimento a esseri umani. 

## Storia del termine
I classici tedeschi (Schiller e Goethe) non conoscevano ancora la parola “Fernweh”. 
Nel dramma Maria Stuart di Schiller, la regina catturata viene presa da tristezza osservando il passare delle nuvole. Qui si vede chiaramente che le due parole Fernweh e Heimweh cercano di classificare dei sentimenti, che come tali non devono necessariamente essere diversi. I versi dicono:
comincia il confine del mio regno,
E queste nuvole, che cacciano dopo mezzogiorno,
cercano il lontano oceano francese.
Nuvole affrettate! Veleggiatori dell’aria!
Chi camminò con voi, con voi navigò!
Salutatemi con affetto il paese della mia giovinezza!»
(Schiller: Maria Stuart)
Goethe ricordò, nel 1822, la sua Campagna di Francia di 30 anni prima. Al ritorno dalla Francia nel 1792, già giunti a Coblenza, ebbe l’opportunità di tornare a casa dalla moglie e dai figli a Weimar, oppure da sua madre a Francoforte sul Meno. Ma vedendo scorrere le acque del fiume Reno fu preso dalla sensazione di dover fuggire:
(Goethe: Campagna di Francia)
Nel XX secolo si cominciò a usare il termine in relazione al turismo nel linguaggio promozionale. La riproduzione artistica del Fernweh tramite immagini e rappresentazioni di paesi lontani divenne un importante fattore economico globale.